# 稲沢市立高御堂小学校
稲沢市立高御堂小学校（いなざわしりつたかみどうしょうがっこう）は、愛知県稲沢市高御堂にある公立小学校。

## 概要
- 1979年開校。稲沢市立稲沢西小学校校区の一部と稲沢市立大塚小学校校区の一部（県営高御堂団地）を引き継いでいる。

## 沿革
- 1979年（昭和54年）
  - 4月1日 - 稲沢市立高御堂小学校として開校。
  - 4月3日 - 開校式を行う。
- 1981年（昭和56年）3月15日 - 屋内運動場が完成する。

## 通学区域
- 高御堂1丁目の一部、高御堂2丁目、高御堂3丁目の一部、高御堂4丁目の一部、高御堂10丁目、松下1丁目、松下2丁目の一部、小沢1丁目（1）、小沢2丁目の一部、前田1丁目（1）、国府宮2丁目の一部、御供所町の一部、正明寺2丁目の一部[1]。

## 進学先中学校
- 稲沢市立稲沢中学校

## 著名な卒業生
- 江口未来子（ソフトボール選手）

## 交通アクセス
- 名鉄名古屋本線国府宮駅下車、徒歩約15分。

## 周辺施設
- 稲沢市立大塚小学校 ※高御堂小学校と大塚小学校とでは、約300mしか離れていない。
- 稲沢市立稲沢西小学校
- 稲沢市立稲沢中学校
- 愛知県立稲沢緑風館高等学校
- 名古屋文理大学
- 稲沢市荻須記念美術館